# Vương Tứ Đại
Vương Tứ Đại (王賜大) là một quan đại thần nhà Nguyễn.

## Hoạn lộ
Vương Tứ Đại quê Thọ Xuân, Thanh Hóa.
Ban đầu, ông làm việc cho thực dân Pháp ở Đông Dương, từng làm thông ngôn ở Tòa Công Sứ Thanh Hóa. Năm 1919, ông thăng chứ bố chính Nghệ An. Năm 1921, làm bố chính Quảng Bình. Một năm sau, ông thăng chức phủ doãn Thừa Thiên. Đến năm 1923, ông thăng chức tuần phủ Trị-Bình. Năm 1927, làm tuần phủ Khánh Hòa. Một năm sau, thăng chức tổng đốc Bình-Phú.
Năm 1930, ông được bổ làm thượng thư bộ Công, và sung chức đại thần viện Cơ mật. Năm 1931, thăng hàm Hiệp tá đại học sĩ.
Sau khi về nước, vua Bảo Đại cải tổ nội các vào năm 1933, ông Vương Tứ Đại bị bãi chức.